# Varcianer
Die Varcianer (lateinisch Varciani) waren nach Ptolemaios (Geographike Hyphegesis II 15) ein keltischer Stamm im oberen Tal der Save im Süden der römischen Provinz Pannonien. Ihr Hauptort soll ein bei den antiken Autoren erwähnter Ort Varceia gewesen sein, der sich jedoch nicht lokalisieren lässt. Ihre nächsten Nachbarn waren die Latobiker, die ursprünglich neben den Helvetiern im heutigen Südbaden siedelten, dem Druck germanischer Völker jedoch nach Südosten ausweichen mussten. Ob die Varcianer ein ähnliches Schicksal hatten, konnte bisher nicht festgestellt werden. Während des pannonischen Aufstands in den Jahren 6 bis 9 n. Chr. ist inschriftlich belegt, dass Varcianer vom römischen Heer rekrutiert wurden.